# Нізьолкі-Добкі
Нізьолкі-Добкі (пол. Niziołki-Dobki) — село в Польщі, у гміні Кулеше-Косьцельне Високомазовецького повіту Підляського воєводства.
Населення — 66 осіб (2011).
У 1975-1998 роках село належало до Ломжинського воєводства.

## Демографія
Демографічна структура станом на 31 березня 2011 року:
|          | Загалом | Допрацездатний вік | Працездатний вік | Постпрацездатний вік |
| -------- | ------- | ------------------ | ---------------- | -------------------- |
| Чоловіки | 33      | 2                  | 24               | 7                    |
| Жінки    | 33      | 6                  | 15               | 12                   |
| Разом    | 66      | 8                  | 39               | 19                   |